# Playa de Arnielles
La playa de Arnielles o Arnelles se encuentra en el concejo asturiano de Coaña y pertenece a la localidad española de Ortiguera.
Forma parte de la Costa Occidental de Asturias, presentando protección por ser ZEPA y LIC.

## Descripción
La playa tiene forma de concha, una longitud de unos 150 m y una anchura media de unos 40-45 m y las arenas son de color tostado de grano fino y tiene en los fines de semana una asistencia masiva ya que es, junto con la de Foxos, la única playa del concejo que es de arenas finas. Su entorno es rural y con un grado de urbanización medio. El acceso peatonal es de unos quinientos m de longitud pero muy complicados y difíciles de recorrer.
Los núcleos poblacionales más próximos son los de Foxos y Ortiguera. Para acceder a la playa hay que hacerlo por un camino de escaleras que baja por la ladera del cabo de San Agustín. Otra forma de acceder a la playa es por la carretera que va hacia la playa de Foxos y al llegar a una bifurcación tomar el camino de la izquierda ya que la playa de Arnielles está al oeste de la de Foxos.
En la playa desemboca el arroyo de La Ferrería, está equipada con servicio de vigilancia, de limpieza y dispone de un aparcamiento. Es una playa muy apta para toda la familia y se recomienda a los bañistas que visiten el Castro de Coaña.